# Thanas Qerama
Thanas Qerama (ur. 7 kwietnia 1945 w Durrës  – zm. 4 kwietnia 2004 w Tiranie) – albański pisarz i dziennikarz.

## Życiorys
Ukończył studia z zakresu języka i literatury albańskiej na uniwersytecie w Tiranie. Po studiach rozpoczął pracę jako dziennikarz-reporter w piśmie Bashkimi. W 1977 przeszedł do Albańskiej Agencji Telegraficznej.
Jeden z pionierów albańskiej literatury fantastyczno-naukowej. Zadebiutował w początkach lat 80. XX w. Pisał opowiadania i powieści. W latach 1979–1989 kierował pismem Horizonti, w którym przedstawiano osiągnięcia współczesnej nauki, ale także popularyzowano wiedzę z zakresu nauk przyrodniczych i historii.

## Dzieła
- 1980: Tamburxhinjte e paqjes (Werbliści pokoju)
- 1981: Per ditet e lirise (O dniach wolności)
- 1981: Roboti i pabindur (Nieposłuszny robot)
- 1982: Një javë në vitin 2044 (Tydzień w roku 2004)
- 1984: Fajtori i Padukshem (Winny niewidzialny - powieść)
- 1984: Dy rruge drejt yllberit (Dwie drogi do tęczy)
- 1987: Misteri i tempullit të lashtë (Tajemnica starej świątyni)
- 1993: Njëzet vjet ne Kozmos (20 lat w kosmosie - opowiadania)